# José Aranguren
José Aranguren Roldán (Ferrol, 1875 - Barcelona, 21 de abril de 1939) fue un general de la Guardia Civil, fusilado por mantenerse fiel a la República durante la guerra civil española. Durante la contienda ocupó varios puestos militares, siendo comandante de la IV División Orgánica y gobernador militar de Valencia.

## Biografía

### Carrera en la Guardia Civil
Había nacido en Ferrol (La Coruña) en 1875. Con 16 años ingresó en la Academia Militar y posteriormente pasó al cuerpo de la Guardia Civil, en el que hizo una buena carrera militar, habiendo ascendido a coronel en 1929. Cuando, el 14 de abril de 1931, se proclamó la República, era Jefe Superior de Policía de Madrid. Meses después fue destinado a La Coruña como jefe del Tercio de la Guardia Civil, puesto en el que permanecía cuando, en septiembre de 1932, visitaron la ciudad el entonces presidente del consejo de ministros, Manuel Azaña, y Santiago Casares Quiroga, miembro destacado del republicanismo gallego. Este último, paisano de Aranguren, le tomó aprecio a partir de entonces.
José Aranguren fue ascendido a general de brigada por el Gobierno del Frente Popular, el 31 de marzo de 1936, habiendo sido el primero de la escala de coroneles de la Guardia Civil. Acto seguido fue nombrado para mandar la 5.ª zona de la Guardia Civil en Cataluña —compuesta por dos tercios y cuatro escuadrones de Caballería—, con cabecera en Barcelona. 
Algún autor ha señalado su posible pertenencia a la Unión Militar Española (UME).

### Guerra civil española
En julio de 1936, al estallar la Guerra Civil no solo se negó a unirse a los sublevados —a pesar de su condición de católico y estar conceptuado como persona de filiación derechista—, sino que, por el contrario, se puso, con las fuerzas a su mando, a disposición del Gobierno republicano, lo que contribuyó decisivamente a que Barcelona no cayese en poder de los rebeldes. El general Manuel Goded le llamó para intentar que se sumase al golpe, pero Aranguren se negó rotundamente. Su subordinado, el coronel Antonio Escobar, también se mantuvo fiel a la República y cumpliendo las órdenes de Aranguren, mandó las tropas de la Guardia Civil que acabaron con la sublevación. A mitad de agosto de 1936 fue uno de los testigos de cargo en el proceso a que fueron sometidos los generales sublevados Goded y Fernández Burriel como consecuencia de la sublevación militar, llegando a declarar contra los generales rebeldes.
Posteriormente se integró en la Guardia Nacional Republicana. Durante la contienda mandó algún tiempo la IV División Orgánica, cuyo cargo desempeñó más nominalmente que de hecho, dada la preponderancia del Comité de Milicias Antifascistas de Cataluña y la amplitud de funciones que asumió la Consejería de Defensa del Gobierno de la Generalidad catalana. Después de los Sucesos de Mayo de 1937 pasó a desempeñar la comandancia militar de Valencia, en cuyo cargo continuó hasta el final de la guerra. En los últimos días de la contienda Aranguren se negó a abandonar la España republicana, por considerar que se había limitado a cumplir con su deber. 
A la entrada de los franquistas en dicha ciudad a finales de marzo de 1939, fue detenido y posteriormente sometido a un consejo de guerra sumarísimo, condenado a muerte y ejecutado el 22 de abril del mismo año. Su antiguo subordinado, Escobar, también sería fusilado en 1940.